# بيشوفسهايم أن در رون
بيشفزهايم أن در رون (بالألمانية: Bischofsheim an der Rhön) هي place with town rights and privileges و بلدة ألمانية تقع في ألمانيا في بافاريا.[بحاجة لمصدر]

## أعلام
- هرمان هارتمان